# Dokument o ljudskom bratstvu
Dokument o ljudskom bratstvu za mir u svijetu i zajednički suživot, poznat i kao Deklaracija iz Abu Dhabija zajednička je izjava koju su potpisali papa Franjo i šejh Ahmed el-Tayeb, 4. veljače 2019. u Abu Dhabiju.
U Deklaraciji se potpisnici pozivaju na zajedničku vjeru u Boga te se osuđuju razne prijetnje životu, poput genocida, terorističkih napada,
trgovanja ljudima, pobačaja i eutanazije.
Papa Franjo pohodio je od 3. do 5. veljače 2019. Ujedinjene Arapske Emirate. Na međunarodnoj konferenciji o ljudskom bratstvu u organizaciji Muslimanskog vijeća starješina sudjelovalo je oko 500 vjerskih poglavara.

### Članci
- Zovkić, Mato. 2019. Muslimansko-katolička Deklaracija o ljudskom bratstvu prihvaćena u Abu Dhabiju 4. veljače 2019. Vrhbosnensia. Univerzitet u Sarajevu – Katolički bogoslovni fakultet. Sarajevo. 23 (1): 331–357

## Vanjske poveznice
- [neaktivna poveznica]